# Vladimir Gabulov
Bản mẫu:Eastern Slavic name
Vladimir Borisovich Gabulov (tiếng Nga: Владимир Борисович Габулов, IPA: [vlɐˈdʲimɪr bɐˈrʲisəvʲɪtɕ gɐˈbuləf], tiếng Ossetia: Гæбулты Борисы фырт Владимир, Gæbulty Borisy fyrt Vladimir, sinh ngày 19 tháng 10 năm 1983) là một cựu  cầu thủ người Nga bóng đá người chơi như một thủ môn. Anh là một phần của Euro 2008, 2017 FIFA Confederations Cup và FIFA World Cup 2018 với tư cách là thủ môn lựa chọn thứ ba.

## Sự nghiệp
Vào ngày 2 tháng 1 năm 2018, anh đã ký hợp đồng 1,5 năm với Câu lạc bộ bên phía Bỉ của Club Brugge.
Anh chính thức nghỉ hưu với tư cách là một cầu thủ vào ngày 12 tháng 11 năm 2018.

### Sự nghiệp quốc tế
Gabulov ra mắt đội tuyển Nga vào ngày 22 tháng 8 năm 2007 trong trận giao hữu với Ba Lan trước khi được thay thế bởi Anton Shunin trong hiệp một. Anh có trận ra mắt ở vòng loại Euro 2008 trước Macedonia và bị đuổi khỏi sân ở phút 69 trong trận đấu với Goran Maznov. Vào ngày 17 tháng 10 năm 2007, anh được chọn chơi trong trận đấu quan trọng phải giành chiến thắng trước Anh vì Igor Akinfeev bị chấn thương và Vyacheslav Malafeevđã ở dạng kém. Anh đã thực hiện một số pha cứu thua quan trọng khi Nga trở lại từ một mục tiêu để đánh bại Anh 2 trận1. Với màn trình diễn trước Anh, Gabulov bắt đầu ở hai vòng loại còn lại của Nga trước Israel và Andorra trước khi được chọn là thủ môn lựa chọn thứ ba sau Akinfeev và Malafeev cho đội hình Euro 2008 của Nga.
Vào ngày 11 tháng 5 năm 2018, anh được đưa vào đội hình FIFA World Cup 2018 kéo dài của Nga theo lời kêu gọi của đồng nghiệp Ossetian và huấn luyện viên Stanislav Cherchesov. Vào ngày 3 tháng 6 năm 2018, anh được đưa vào đội hình World Cup cuối cùng. Anh vẫn ngồi trên băng ghế dự bị trong tất cả các trận đấu sau Igor Akinfeev.